# یواس‌اس تینیان (سی‌وی‌ئی-۱۲۳)
یواس‌اس تینیان (سی‌وی‌ئی-۱۲۳) (به انگلیسی: USS Tinian (CVE-123)) یک کشتی بود که طول آن ۵۵۷ فوت (۱۷۰ متر) بود. این کشتی در سال ۱۹۴۵ ساخته شد.